# Paula Newby-Fraser
Paula Newby-Fraser (Salisbury, 2 giugno 1962) è una triatleta zimbabwese.
È considerata una delle più grandi triatlete di sempre che abbiano mai gareggiato.
Paula Newby-Fraser ha vinto otto campionati del mondo di Ironman tra il 1986 ed il 1996 e ha ottenuto in carriera un numero di vittorie totali pari a 24 su distanza Ironman.
Ha detenuto il record ai campionati del mondo Ironman alla Hawaii, con un tempo di 8:50:24 dal 1992 al 2009, anno in cui Chrissie Wellington lo ha migliorato.

## Titoli
- Ironman Hawaii - 1986, 1988, 1989, 1991, 1992, 1993, 1994, 1996
- Campionessa del mondo di triathlon long distance (Élite) - 1989, 1990, 1991, 1992

## Riconoscimenti
Oltre ai suoi titoli mondiali, Paula ha ricevuto moltissimi riconoscimenti:
- "Professional Sportswoman of the Year" dalla Women's Sports Foundation - 1990
- "Greatest Triathlete in History" dalla rivista Triathlete - 1999
- "Greatest All-Around Female Athlete in the World" dalla ABC's Wide World of Sports e dal Los Angeles Times
- "Triatleta Femminile del decennio" dal Los Angeles Times per gli anni '80
- Inserita nella lista delle 60 atlete più grandi del secolo
- Nominata una delle prime cinque atlete professioniste femminili più forti degli ultimi 25 anni (1972-1997) da parte della US Sports Academy.